# Parapsychologische Beratungsstelle
Die Parapsychologische Beratungsstelle der Wissenschaftlichen Gesellschaft zur Förderung der Parapsychologie (WGFP), kurz auch Parapsychologische Beratungsstelle genannt, ist eine Einrichtung, die auf dem Gebiet der Parapsychologie bzw. ungewöhnlicher Erfahrungen Fragen beantwortet. Die in Freiburg angesiedelte Beratungsstelle ist einzigartig in Deutschland. Sie wurde 1989 gegründet und wird seither von Walter von Lucadou geleitet.

## Aufgaben
Die Beratungsstelle bietet Beratung zu folgenden Themen: Ungewöhnliche menschliche Erfahrungen, okkulte Praktiken, Psychotechniken, Parapsychologie, Hellseher, Wahrsager, Magier, Medien, Geistheilung, alternative Heilmethoden, Spuk, Magie, Hexerei, Probleme mit Sekten, Esoterik im Allgemeinen und spirituelle Krisen. Die Beratung erfolgt meist telefonisch über eine Hotline und wird vertraulich behandelt. Pro Jahr werden etwa 3000 Anfragen bearbeitet sowie etwa 100 Informationsveranstaltungen abgehalten. Ein Teil der Arbeit besteht darin, in Fortbildungsveranstaltungen psychologische, psychiatrische und pädagogische Fachkräfte fortzubilden und bei deren Arbeit zu unterstützen. Es wird Öffentlichkeitsarbeit betrieben durch Vorträge und Seminare u. a. an Volkshochschulen, Schulen, Fachhochschulen und Universitäten.

## Forschung
Die Beratungsstelle sammelt Berichte und Erfahrungen und verwendet diese für eigene parapsychologische Forschungsprojekte. Sie steht übernatürlichen Erscheinungen zunächst skeptisch gegenüber, denn viele Spukphänomene seien vielmehr eine psychosomatische Reaktion, die außerhalb des Körpers stattfinden würde und somit wissenschaftlich erklärbar sei.

## Finanzierung
Von 1992 bis 2020 wurde die Einrichtung vom Baden-Württembergischen Kultusministerium bezuschusst, zuletzt mit 83.500 Euro im Jahr. Mit Beginn des Jahres 2020 wurde die Finanzierung eingestellt, so dass pro Beratungsstunde nun 60 Euro erhoben werden müssen. Der Grund dafür ist laut Badischer Zeitung, dass das Ministerium sich die „Fokussierung auf die Unterstützung der Bürger mit Fragen zu gefährlichen religiös-weltanschaulichen Angeboten“ wünsche. Walter von Lucadou erklärte dazu, dass die Sektenberatung bei der Beratungsstelle eine untergeordnete Rolle spiele und dieser Fokus auch nicht dem Charakter der Einrichtung entspräche.

## Mediale Aufmerksamkeit
Besondere Bekanntheit erlangte die Parapsychologische Beratungsstelle durch eine Folge der Sendung Menschen bei Maischberger im Jahr 2007, in der auch die UFO-Gläubige Nina Hagen sowie der Wissenschaftsjournalist Joachim Bublath zu Gast waren, wobei Letzterer die Sendung aufgrund der seiner Meinung nach vorherrschenden Unwissenschaftlichkeit bei der Diskussion und persönlicher Anfeindungen seitens Hagens frühzeitig verließ.